# Nukufetau

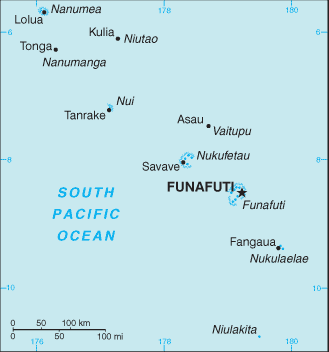
Lägeskarta

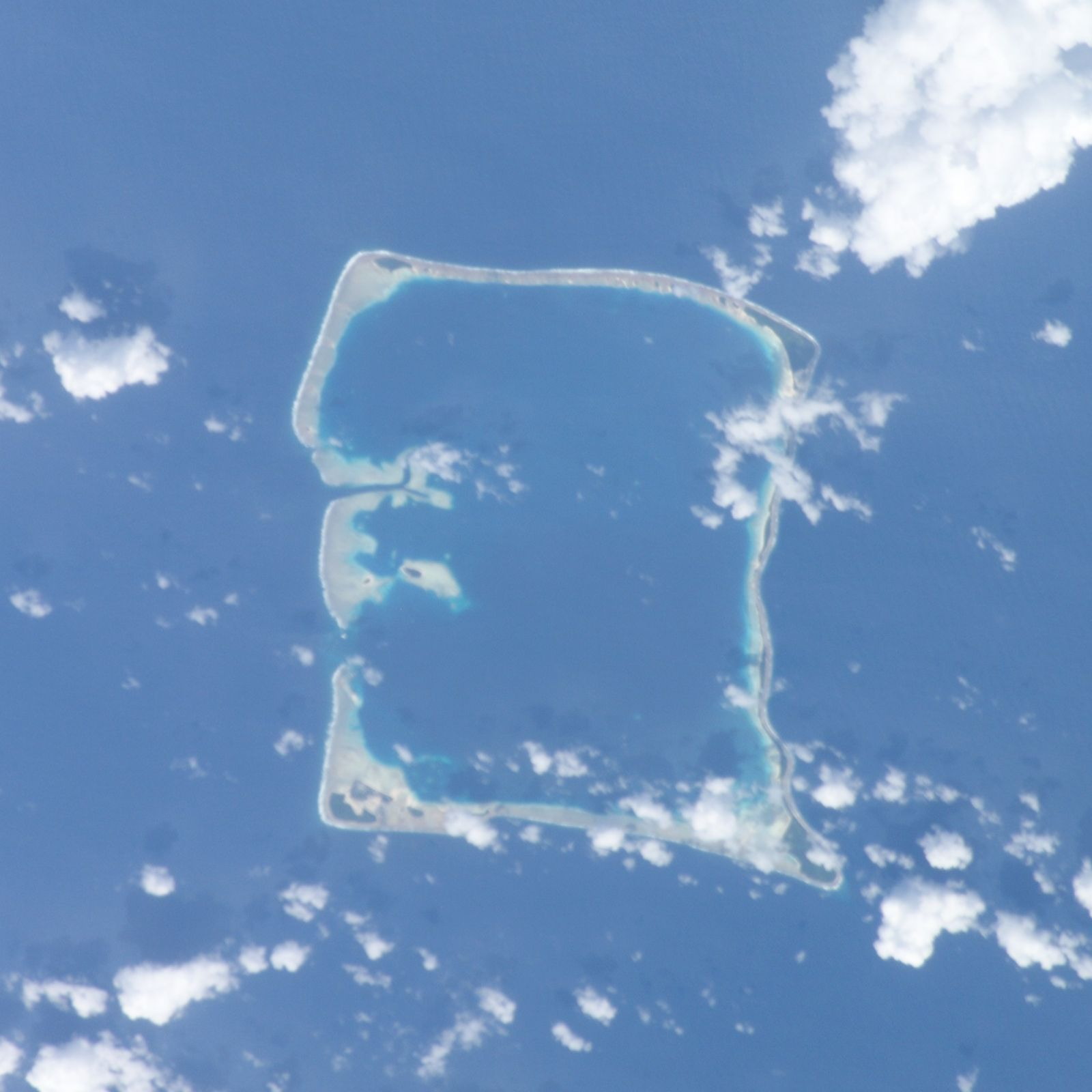
Nukufetau

Nukufetau (tuvaluanska Nukufetau) är en korallatoll i Tuvalu i sydvästra Stilla havet.

## Geografi
Nukufetau ligger cirka 106 km nordväst om Funafuti.
Korallatollen har en areal om ca 145 km² med en landmassa på ca 2,99 km² med en längd på cirka 14 km och ca 10 km bred (1). Atollen omges av ett korallrev och består av 21 större öar och 14 mindre öar och har en stor lagun. De större öarna är
- Savave, huvudön, i den västra delen
- Faiava Lasi, i den nordöstra delen
- Fale, i den västra delen
- Funaota, i den norra delen
- Kongo Loto Lafanga, i den nordöstra delen
- Lafanga, i den östra delen
- Matanukulaelae, i den norra delen
- Motufetau, i den östra delen
- Motulalo, i den södra delen
- Motuloa, i den östra delen
- Motulua, i den nordöstra delen
- Motumua, i den västra delen
- Niualuka, i den nordöstra delen
- Niuatui, i den nordöstra delen
- Oua, i den östra delen
- Sakalua, i den nordvästra delen
- Teafatule, i den nordvästra delen
- Teafuaniua, i den nordöstra delen
- Teafuanonu, i den nordöstra delen
- Teafuone, i den nordvästra delen
- Temotuloto, i den västra delen

Den högsta höjden är på endast några m ö.h.
Befolkningen uppgår till ca 590 invånare (2) där de flesta bor i huvudorten Savave på huvudöns nordvästra del. Förvaltningsmässigt utgör atollen ett eget "Island council" (distrikt).
Ön kan endast nås med fartyg då den saknar flygplats.

## Historia
Tuvaluöarna beboddes av polynesier sedan 1000-talet f.kr..
Den amerikanske upptäcktsresanden Arent de Peyster (på det brittiska fartyget Rebecca) blev i maj 1819 den förste europé att besöka Nukufetau som han då namngav (3) De Peyster's Group.
I februari 1881 bosatte sig den australiensiske författaren George Lewis Becke för en tid på ön.
I oktober 1942 havererade amerikanske piloten Eddie Rickenbacker utanför Nukufetauatollen.
Under andra världskriget anlände 1943 amerikanska styrkor till atollen och dessa byggde ett flygfält på Motulalo. Flygfältet är nu helt överväxt.
Den 7 februari 1979 slöts ett vänskapsfördrag med USA (4) som då gav upp sina krav på och erkänner Tuvalus anspråk på öarna Funafuti, Nukefetau, Nukulaelae och Nurakita som del av Tuvalu.
Åren 2002-2004 var Saufatu Sopoanga som är född på Nukufetau Tuvalus premiärminister.